# المداولات الفلسفية للجمعية الملكية

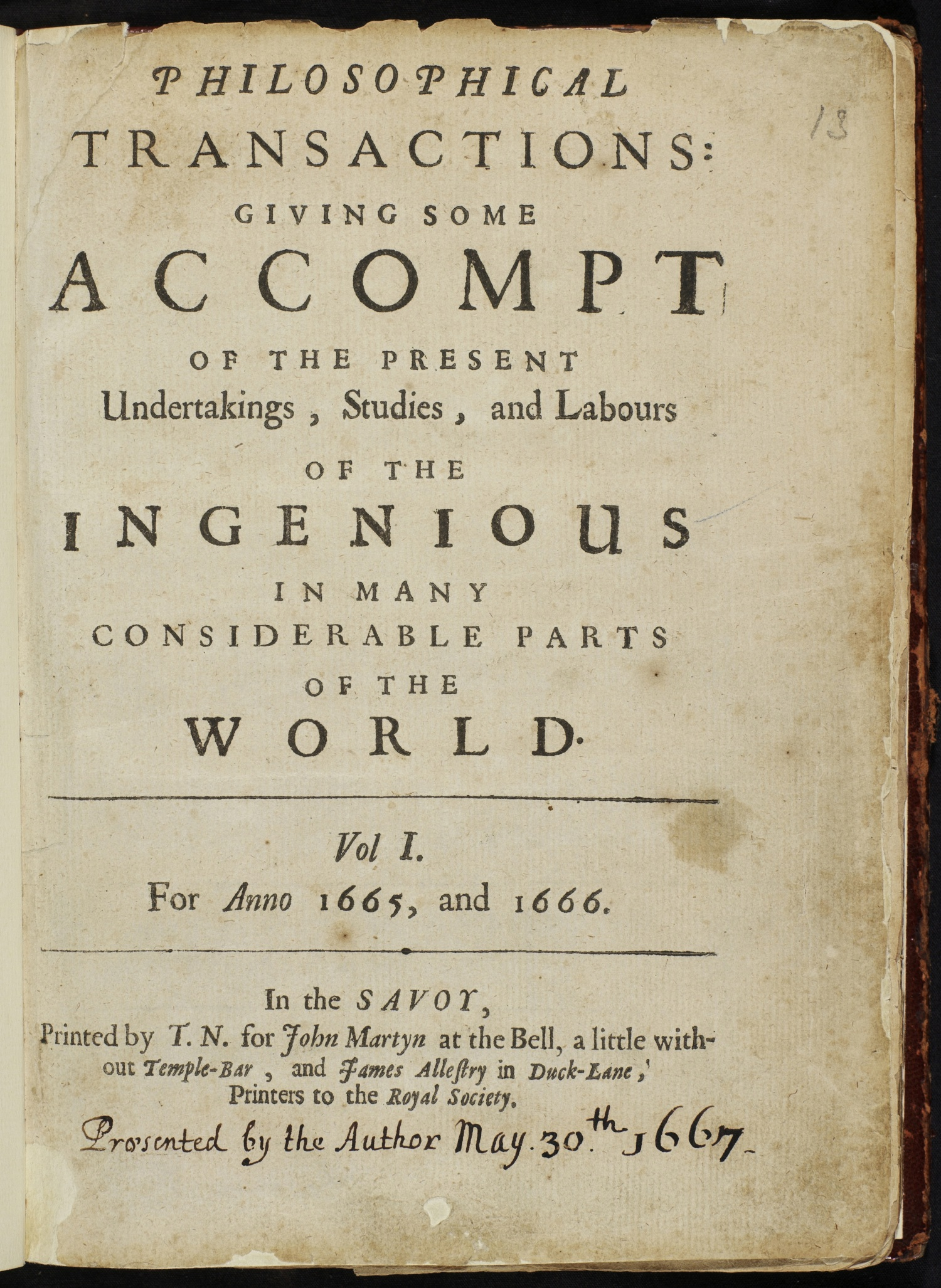
غلاف المجلد الأول للمجلة عام 1665.

المداولات الفلسفية (بالإنجليزية:Philosophical Transactions)، وسابقا المداولات الفلسفية للجمعية الملكية (بالإنجليزية:Philosophical Transactions of the Royal Society) هي مجلة علمية كانت تنشر بواسطة الجمعية الملكية وقد تأسست عام 1665، تعتبر أول مجلة علمية في العالم، وأطول مجلة علمية مستمرة حتى الآن.

## شخصيات بارزة ساهمت في المجلة
نُشرت العديد من الاكتشافات العلمية الهامة في مجلة المداولات الفلسفية على مر القرون، ومن أشهر المؤلفين الذين ساهموا في كتابتها:
- إسحق نيوتن.
- تشارلز داروين.
- بنجامين فرانكلين.
- أنطوني فان ليفينهوك.
- مايكل فاراداي.
- جيمس كلارك ماكسويل.
- آلان تورنغ.
- ستيفن هوكينج.

## روابط خارجية
- المداولات الفلسفية للجمعية الملكية على موقع الموسوعة البريطانية (الإنجليزية)